# Šarlah
Šarlah (lat. scarlatina) zarazna je bolest, koja nastaje kao posljedica infekcije sojem bakterije piogenog streptokoka (Streptococcus pyogenes) koji luči neku od izoformi streptokoknog pirogenog egzotoksina (SPE A, B ili C). 
Tijekom 18. i početkom 19. stoljeća šarlah je bio teška pa i smrtonosna bolest, ali uslijed pada virulencije uzročnog mikroorganizma u tridesetim godinama 20. stoljeća, kao i zbog moderne terapije, to je sada uglavnom laka dječja bolest.
Šarlah je akutna zarazna bolest iz grupe streptokokoza. Bolest počinje naglo, sa znacima temperature, grlobolje i pojavom sitnog makulopapularnog osipa na koži i sluznici. Osip može biti praćen točkastim krvarenjima, koja su uočljiva na mjestima pregiba, kao što su: vrat, lakat, prepone i struk. Osipa na licu nema. Iščezavanje osipa praćeno je perutanjem kože, karakterističnom pojavom za šarlah.
Ako se bolest ne liječi na vrijeme, kao komplikacija može nastati zapaljenje velikih zglobova i srčanog mišića, poznato pod imenom reumatska groznica. Dijagnoza ovog oboljenja postavlja se na osnovu karakterističnoga zrnastoga osipa i nalaza infektivnog agensa u brisu ždrijela.
Infektivni agens je bakterija Streptococcus pyogenes, koja ima preko osamdeset različitih tipova. Sposobnost lučenja eritrogenog toksina, odgovornost za pojavu osipa kod šarlaha, značajna je za ovu bakteriju.
Streptococcus pyogenes otporan je u unutrašnjoj sredini, a u biološkom materijalu, npr. ispljuvku, može se održati nekoliko tjedana. Kod šarlaha inkubacijsko razdoblje je kratko, 1 — 3 dana, a nekada može biti i duže.
Bolest je zarazna. Ako s liječenjem započne odmah, zaraznost se skraćuje na jedan do dva dana. Suprotno, zaraznost je duga i traje obično deset dana kod bolesnika. 
Bolest se širi Fligeovim kapljicama i poljupcem. Ulazno je mjesto sluznica gornjih dišnih puteva.